# Nel Snel
Pieternella (Nel) Hendrika Linschoten (Rotterdam, 13 maart 1908 – Wezep, 14 oktober 1987), was een Nederlandse hoorspelactrice.

## Levensloop
Na een opleiding aan de kweekschool in Rotterdam werkte Snel eerst in de verpleging, voor ze zich toelegde op toneel. Via Jonge Spelers kwam ze bij de Toneelschool.
Na de Tweede Wereldoorlog speelde Snel gastrollen bij de toneelgezelschappen A.T.G. en Puck. Tevens was ze in losse dienst bij de Nederlandse Radio Unie. In 1947 kwam Snel in vaste dienst bij de hoorspelkern. Rond 1974 speelde ze de rol van Knelia Nuiten in de televisieserie Merijntje Gijzen naar het boek van A.M. de Jong uitgezonden door de VARA. In 1976 speelde ze Sijke in de televisieserie Sil de Strandjutter (NCRV). In 1981 speelde ze in aflevering 7 de rol van de moeder van dokter Van der Ploeg in Zeg 'ns Aaa. In 1985 speelde ze in de laatste aflevering van Andre van Duin's Comedy Parade een ex kraamverpleegster in een parodie sketch van In de Hoofdrol. 

### Privé
Zij trouwde in 1927 met Frederik Leendert Snel, van wie zij in 1938 scheidde. Met hem kreeg ze een dochter. In datzelfde jaar hertrouwde ze met J.C.H.L.M. Heuvelmans. Dit huwelijk hield anderhalf jaar stand. In 1943 hertrouwde ze met A.T. Olree; uit dit huwelijk werd een dochter geboren. Dit huwelijk strandde in 1951. In 1952 hertrouwde ze met de NCRV-programmaleider en predikant J. Hoeve.

## Hoorspelen
Hoorspelen waar Snel (onder meer) in te horen was, zijn:
| - Een vertrek raakt leeg (1975) - Rijnpromenade (1975) - Crueland (1973) - Het gesprek (1973) - De verjaardag (1972) - Het leven en de dood van Marilyn Monroe (1972) - Hoe laat is het? (1972) - Visite (1972) - De oceaanvlucht (1971) - Eén-nul (1971) - Met voorbedachten rade (1971) - Oké ma, laten we d'r verder niet meer over ouwehoeren (1971) - Rook en nevel (1971) - Sterven in Zwolle (1971) - 6.810.000 liter water per seconde (1971) - Concert aan vier telefoons (1970) - De bedrieglijke magiër (1970) - De Korawa-expeditie (1970) - Hartentroef (1970) - Hoor, wie klopt daar kind'ren? (1970) - Op goed geluk (1970) - Zou de Sono-man nog komen? (1970) - Alleen maar nieuwsgierig (1969) - Als een naaktslak (1969) - De triffids (hoorspelserie, 1969) - Het dankbare vaderland (1969) - Ondervragingen (1969) - Ons stenen tijdperk (1969) - Paul Vlaanderen en het Alex-mysterie (1969) - Per saldo (1969) - Sil de strandjutter (1969) - Atelier (1968) - Boter, kaas en eieren (1968) - De kampioen (1968) - De nacht van San Rocco (1968) - Een kerstkind voor Cherokee (1968) | - Eer de haan kraait (1968) - De laatste dag van Lissabon (1968) - De pantoffels van meneer Prent (1968) - De verdwenen koning (1968) - Een bordje langs de weg (1968) - Een plekje voor Heini (1968) - Het Korsakow-syndroom (1968) - Miserere (1968) - Per huurkoets (1968) - Van gisteren op morgen (1968) - Beumer & Co. (1967) - De gast (1967) - De grens is tweesnijdend (1967) - De grote broer (1967) - De moeder (1967) - De wilde vaart (1967) - De zotskap (1967) - De zwarte man (1967) - Dromen (1967) - Een kerstboom staat overal (1967) - Eerlijk duurt een jaar (1967) - Grootkruis en maarschalkstaf (1967) - Honger van Nasja (1967) - 1984 (1967) - Schaduwen van twijfel (1967) - De nacht na de première (1966) - De ooggetuige (1966) - Het Ronker-contact (1966) - Marsmuziek voor Helmuth (1966) - Paul Vlaanderen en het Milbourne-mysterie (hoorspelserie, 1966) - Teken van tegenspraak (1966) - Als zovelen (1965) - Een huis vol vreemden (1965) - Grootmoeder Kegge (1965) - Horloges (1965) | - Ontmoeting in het park (1965) - Toen had je nooit regen (1965) - De laatste zaak van commissaris Middlebury (1964) - Drijfjacht (1964 - Hava, de egel (1964) - Het slaapliedje van vanavond heet “Moord” (1964) - Pintertjes (1964) - Voor het sneeuwgebergte (1964) - Vliegtuig op hol (1964) - Ziggy en Habooba (1964) - De verloofde van de bersagliere (1963) - Fis met boventonen (1963) - Kom werken bij Libertatus (1963) - Paul Vlaanderen en het Margo-mysterie (hoorspelserie, 1962) - Testbemanning (hoorspelserie, 1961-1962) - De kerstbeeldjes uit de Provence (1961) - De onschuld verdween (1961) - De vrouw van de Pierrot (1961) - De vrouw in het wit (hoorspel) (hoorspelserie, 1961) - Opmerckelijk verhael (1961) - Als het een roos mocht zijn (1960) - Drie vrouwen (1960) - Het zwarte pak (1960) - Scaramouche (1960) - Wij wonderkinderen (1960) - De maanvos (1959) - De man van Thermopylae (1959) - Het scheidsgerecht (1959) - Paul Vlaanderen en het Conrad-mysterie (hoorspelserie, 1959) - De berg der verschrikking (1957) - De onberaden wedder (1957) - Prinses Turandot (1956) - Het salieavondje bij juffrouw Pieterse (1954) - Onze oude Dundas (1951) - De vreemde stem (19??) |